# Елисей (озеро)
Елисей — озеро на территории Ребольского сельского поселения Муезерского района Республики Карелия.

## Общие сведения
Площадь озера — 3,5 км², площадь водосборного бассейна — 14,3 км². Располагается на высоте 179,7 метров над уровнем моря.
Форма озера лопастная, продолговатая: вытянуто с северо-запада на юго-восток. Берега изрезанные, каменисто-песчаные, местами заболоченные.
Из юго-восточной оконечности озера вытекает безымянный ручей, впадающий в Лексозеро, откуда через реки Сулу и Лендерку воды в итоге попадают в Балтийское море.
По центру озера расположен один относительно крупный (по масштабам водоёма) остров без названия.
Код объекта в государственном водном реестре — 01050000111102000010410.